# Coupe d'Union soviétique de football 1963
Navigation
Édition 1962 Édition 1964
La Coupe d'Union soviétique 1963 est la 22e édition de la Coupe d'Union soviétique de football. Elle se déroule entre le 7 avril et le 10 août 1963.
La finale se joue le 10 août 1963 au Stade Lénine de Moscou et voit la victoire du Spartak Moscou, qui remporte sa septième coupe nationale aux dépens du Chakhtior Donetsk, double tenant du titre.

## Format
Un total de 182 équipes prennent part à la compétition, cela incluant exclusivement des participants aux trois premières divisions soviétique pour la saison 1963, se répartissant en 20 clubs pour le premier échelon, 18 pour le deuxième niveau et 144 clubs pour la troisième division.
Le tournoi se divise en deux grandes phases. Dans un premier temps, une phase préliminaire est disputée entre les équipes de la troisième division, qui sont réparties en dix groupes géographiques sous la forme de mini-tournois afin de déterminer pour chaque une seule équipe qui se qualifie pour la phase finale, pour un total de dix qualifiés en tout.
La phase finale, qui concerne donc 48 équipes et voit l'entrée en lice des clubs des deux premières divisions, se divise quant à elle en sept tours, à l'issue desquels le vainqueur de la compétition est désigné.
Chaque confrontation prend la forme d'une rencontre unique jouée sur la pelouse d'une des deux équipes. En cas d'égalité à l'issue du temps réglementaire d'un match, une prolongation est jouée. Si celle-ci ne suffit pas à départager les deux équipes, le match est rejoué ultérieurement.

## Phase finale

### Seizièmes de finale
Les rencontres de ce tour sont jouées entre le 23 mai et le 17 juin 1963.
| Date         | Locaux                    | Score    | Visiteurs                      |
| ------------ | ------------------------- | -------- | ------------------------------ |
| 23 mai 1963  | Torpedo Moscou (D1)       | 2 - 0    | (D1) Ararat Erevan             |
| 15 juin 1963 | CSKA Moscou (D1)          | 0 - 1    | (D1) Chakhtior Donetsk         |
| 15 juin 1963 | Dinamo Tallinn (D3)       | 0 - 0 ap | (D1) Krylia Sovetov Kouïbychev |
| 16 juin 1963 | Dinamo Tallinn (D3)       | 3 - 1    | (D1) Krylia Sovetov Kouïbychev |
| 16 juin 1963 | SKA-Khabarovsk (D3)       | 1 - 1 ap | (D1) Torpedo Koutaïssi         |
| 17 juin 1963 | SKA-Khabarovsk (D3)       | 1 - 0    | (D1) Torpedo Koutaïssi         |
| 16 juin 1963 | Chakhtior Karaganda (D2)  | 3 - 0    | (D1) Zénith Léningrad          |
| 16 juin 1963 | Metallourg Zaporojié (D2) | 1 - 0    | (D1) SKA Rostov                |
| 16 juin 1963 | Žalgiris Vilnius (D2)     | 2 - 4    | (D1) Moldova Kichinev          |
| 16 juin 1963 | Daugava Riga (D2)         | 3 - 0    | (D1) Avangard Kharkov          |
| 16 juin 1963 | Volga Kalinine (D3)       | 4 - 2 ap | (D1) Dinamo Tbilissi           |
| 16 juin 1963 | Chinnik Iaroslavl (D2)    | 0 - 3    | (D1) Spartak Moscou            |
| 16 juin 1963 | SKA Odessa (D3)           | 0 - 1    | (D1) Dynamo Moscou             |
| 16 juin 1963 | SKA Novossibirsk (D2)     | 3 - 1 ap | (D1) Neftianik Bakou           |
| 16 juin 1963 | Dinamo Léningrad (D1)     | 5 - 1    | (D1) Pakhtakor Tachkent        |
| 17 juin 1963 | SKA Léningrad (D3)        | 0 - 1 ap | (D1) Kaïrat Alma-Ata           |
| 17 juin 1963 | Dinamo Minsk (D1)         | 3 - 0    | (D2) Lokomotiv Gomel           |
| 17 juin 1963 | Dynamo Kiev (D1)          | 2 - 0    | (D1) Lokomotiv Moscou          |

### Huitièmes de finale
Les rencontres de ce tour sont jouées les 28 et 29 juin 1963.
| Date         | Locaux                 | Score | Visiteurs                 |
| ------------ | ---------------------- | ----- | ------------------------- |
| 28 juin 1963 | Moldova Kichinev (D1)  | 2 - 0 | (D1) Dinamo Tallinn       |
| 28 juin 1963 | Kaïrat Alma-Ata (D1)   | 3 - 1 | (D2) Metallourg Zaporojié |
| 28 juin 1963 | Chakhtior Donetsk (D1) | 4 - 1 | (D1) Torpedo Moscou       |
| 28 juin 1963 | SKA-Khabarovsk (D3)    | 1 - 0 | (D2) SKA Novossibirsk     |
| 28 juin 1963 | Dinamo Léningrad (D1)  | 2 - 1 | (D3) Volga Kalinine       |
| 28 juin 1963 | Daugava Riga (D1)      | 0 - 1 | (D1) Dinamo Minsk         |
| 28 juin 1963 | Spartak Moscou (D1)    | 1 - 0 | (D1) Dynamo Kiev          |
| 29 juin 1963 | Dynamo Moscou (D1)     | 2 - 1 | (D3) Chakhtior Karaganda  |

### Quarts de finale
Les rencontres de ce tour sont jouées entre le 17 juillet et le 4 août 1963.
| Date            | Locaux                | Score    | Visiteurs             |
| --------------- | --------------------- | -------- | --------------------- |
| 17 juillet 1963 | Moldova Kichinev (D1) | 2 - 1    | (D3) SKA-Khabarovsk   |
| 3 août 1963     | Spartak Moscou (D1)   | 4 - 1    | (D1) Dinamo Léningrad |
| 3 août 1963     | Moldova Kichinev (D1) | 1 - 1 ap | (D1) Kaïrat Alma-Ata  |
| 4 août 1963     | Moldova Kichinev (D1) | 0 - 1    | (D1) Kaïrat Alma-Ata  |
| 3 août 1963     | Dinamo Minsk (D1)     | 0 - 2 ap | (D1) Dynamo Moscou    |

### Demi-finales
Les rencontres de ce tour sont jouées le 6 août 1963.
| Date        | Locaux                 | Score    | Visiteurs            |
| ----------- | ---------------------- | -------- | -------------------- |
| 6 août 1963 | Spartak Moscou (D1)    | 2 - 0    | (D1) Dynamo Moscou   |
| 6 août 1963 | Chakhtior Donetsk (D1) | 2 - 1 ap | (D1) Kaïrat Alma-Ata |

### Finale
| Titulaires :    |                           |     |
|                 |                           |     |
|                 | Vladimir Maslatchenko     |     |
|                 | Anatoli Soldatov (ru)     |     |
|                 | Valeri Dikarev (en)       |     |
|                 | Anatoly Krutikov          |     |
|                 | Alexeï Korneïev           |     |
|                 | Igor Netto                |     |
|                 | Viatcheslav Ambartsoumian |     |
|                 | Youri Faline              |     |
|                 | Guennadi Logofet          |     |
|                 | Iouri Sevidov (en)        |     |
|                 | Galimzian Khoussaïnov     | 80e |
|                 |                           |     |
| Remplaçants :   |                           |     |
|                 | Valeri Reinhold (en)      | 80e |
|                 |                           |     |
| Entraîneur :    |                           |     |
| Nikita Simonian |                           |     |

| Titulaires :  |                           |     |
|               |                           |     |
|               | Leonid Kliouïev (ru)      |     |
|               | Vladimir Salkov (en)      |     |
|               | Guennadi Sneguiriov (ru)  |     |
|               | Viatcheslav Aliabiev (en) |     |
|               | Vladimir Sorokine (ru)    |     |
|               | Viktor Nossov (en)        |     |
|               | Anatoli Rodine (ru)       |     |
|               | Oleg Kolossov (ru)        |     |
|               | Iouri Anantchenko (ru)    |     |
|               | Dmitri Mizerny (ru)       |     |
|               | Valentin Sapronov (en)    | 46e |
|               |                           |     |
| Remplaçants : |                           |     |
|               | Vitaly Khmelnitsky        | 46e |
|               |                           |     |
| Entraîneur :  |                           |     |
| Oleg Ochenkov |                           |     |

| Titulaires :    |                           |     |
|                 |                           |     |
|                 | Vladimir Maslatchenko     |     |
|                 | Anatoli Soldatov (ru)     |     |
|                 | Valeri Dikarev (en)       |     |
|                 | Anatoly Krutikov          |     |
|                 | Alexeï Korneïev           |     |
|                 | Igor Netto                |     |
|                 | Viatcheslav Ambartsoumian |     |
|                 | Youri Faline              |     |
|                 | Guennadi Logofet          |     |
|                 | Iouri Sevidov (en)        |     |
|                 | Galimzian Khoussaïnov     | 80e |
|                 |                           |     |
| Remplaçants :   |                           |     |
|                 | Valeri Reinhold (en)      | 80e |
|                 |                           |     |
| Entraîneur :    |                           |     |
| Nikita Simonian |                           |     |

| Titulaires :  |                           |     |
|               |                           |     |
|               | Leonid Kliouïev (ru)      |     |
|               | Vladimir Salkov (en)      |     |
|               | Guennadi Sneguiriov (ru)  |     |
|               | Viatcheslav Aliabiev (en) |     |
|               | Vladimir Sorokine (ru)    |     |
|               | Viktor Nossov (en)        |     |
|               | Anatoli Rodine (ru)       |     |
|               | Oleg Kolossov (ru)        |     |
|               | Iouri Anantchenko (ru)    |     |
|               | Dmitri Mizerny (ru)       |     |
|               | Valentin Sapronov (en)    | 46e |
|               |                           |     |
| Remplaçants : |                           |     |
|               | Vitaly Khmelnitsky        | 46e |
|               |                           |     |
| Entraîneur :  |                           |     |
| Oleg Ochenkov |                           |     |